# 반월국가산업단지
반월국가산업단지(半月國家産業團地) 또는 안산스마트허브(Ansan Smart Hub)는 수도권 인구 분산 정책의 일환으로 서울과 경기도 각지에 산재한 중소기업, 공해업체의 공장들을 안산시 단원구 일대에 이전, 계열화하여 육성할 목적으로 조성된 산업단지이다.

## 특징
다른 산단과는 달리 주거, 교육, 생활 환경 등 여러 문제를 공동으로 해결하는 인구 30만 명 규모의 도시를 함께 개발한다는 점이 특징이다.

## 업종
자동차, PCB, 전자부품, 섬유염색, 제지, 화학, 기계

## 개요
전체 면적 1,75 계획이 1977년 6월에 확정 고시되었는데, 내용은 공업지역 247만 평, 주거 및 상업지역 525만 평, 녹지지역 767만 평 등을 조성하는 것이다. 같은 해에 착공하여 1987년 완공을 목표로 공사를 추진하여 오던 중 총 사업비 4,394억 8,000만 원 가운데 932억 3,000만 원이 집행된 1981년 말 당시에 350개 업체가 이미 입주하였다. 1년이 경과한 1982년 11월에는 부지 22만 4,000평이 추가로 조성되었고 그중 86%가 분양되었으며, 공장 입주 계약을 체결한 업체도 총 400여 개 곳에 달하였다.

## 교통
군포시 및 시흥시로 이어지는 도로의 확·포장 공사도 1988년에 완공되었고 또한, 약 340km에 이르는 서해안고속도로가 서울에서 안산을 경유하여 목포까지 연결할 계획으로 1991년에 착공하여 2001년에 완전 개통되었다. 또한 평택시흥고속도로는 공단을 관통하여 편리하게 이용할 수 있고, 인천과 강릉을 잇는 영동고속도로 이용도 가능하다. 광역 철도 안산선 및 서해선이 연계되어 있어 수도권 전철을 통해 서울과 왕래가 가능하고, 인근 시들과 이어지는 시내·외 버스 노선이 많이 존재하고 있다.

## 참고 자료
- 반월국가산업단지 - 산업입지정보시스템